# جان فونسکا
جان فونسکا (انگلیسی: John Fonseca) کاراته‌کا اهل ایالات متحده آمریکا است. شهرت او به این دلیل است که او تنها کسی است که به مدت ۲۰ سال در مسابقات قهرمانی کاراته جهانی WUKO / WKF در کمیته ۸۰ کیلوگرم، برنده مدال بوده‌است.  جان فونسکا با الیسا او ازدواج کرده است. 